# Chiesa siriaca indipendente del Malabar
La Chiesa siriaca indipendente del Malabar, conosciuta anche come la Chiesa di Thozhiyur Sabah, è una Chiesa cristiana nata nello Stato indiano del Kerala (antico Malabar). È una delle Chiese originate dalla comunità dei cristiani di san Tommaso: afferma di trarre le proprie origini dall'attività evangelica di Tommaso apostolo.
Sottoscrive la dottrina cristologica del miafisismo, che condivide con altre chiese di origine tommasina, tra cui la Chiesa ortodossa siriaca del Malankara, una delle Chiese ortodosse orientali, e la sua liturgia antiochena (o siriaco-occidentale) è anche quella di tale chiesa e della Chiesa cattolica siro-malankarese, rito introdotto nell'India nel XVII secolo.
Considerata parte del gruppo di chiese "siriache" in India, si è separata nel 1772 dal ceppo principale della Chiesa malankarese di rito siriaco-occidentale. La Chiesa ebbe il suo nome attuale, in inglese "Malabar Independent Syrian Church", per verdetto di un tribunale civile nel 1862. Tradurre tale nome con "Chiesa siro-malabarese indipendente" rischierebbe confondere la chiesa con la Chiesa cattolica siro-malabarese, la cui liturgia è in lingua siriaca ma è di rito siriaco-orientale, come anche quello della Chiesa cattolica caldea e della Chiesa assira d'Oriente.
Oggi la chiesa rimane piccola, con circa 35.000 membri, e mantiene buoni rapporti con le altre chiese malankaresi, pur non essendo in comunione con nessuna di esse.
Il capo della Chiesa porta il titolo di Metropolita, con sede a Thozhiyur (distretto di Thrissur, Stato del Kerala). Dal 2001 il titolare è Ramban Cyril Mar Baselios I.

## Nomi
La Chiesa siriaca indipendente del Malabar è conosciuta anche coi nomi di:
- Chiesa siriaca indipendente di Thozhiyur
- Chiesa siriaca di Thozhiyur
- Chiesa di Thozhiyur
- Chiesa di Anjur-Thozhiyur
- Chiesa indipendente di Anjur
- Thozhiyur Sabha

## Storia

Relazione dei gruppi Nazareni.

I cristiani di san Tommaso fanno risalire le loro origini a Tommaso Apostolo che, secondo la tradizione, fece molti proseliti in India nel I secolo. Nel VII secolo erano parte della Chiesa d'Oriente, con centro in Persia. L'intera comunità è rimasta unita fino al XVII secolo, quando le controversie con il Padroado portoghese in India hanno portato al Giuramento della Croce pendente del 1653 e alla divisione dei cristiani di san Tommaso in Cattolici e altre chiese indipendenti. Il ramo indipendente, conosciuto come Chiesa malankarese, mantenne i rapporti con la Chiesa siro-ortodossa di rito occidentale (o rito di Antiochia).
Tuttavia, i rapporti tra la gerarchia siro-ortodossa e il clero locale erano talvolta tesi. Nel 1772 il vescovo Mar Gregorios, un rappresentante della gerarchia siro-ortodossa del Medio Oriente, era insoddisfatto di come il Metropolita Mar Dionysius I lo aveva trattato. Contro i desideri di Dionysius I, Gregorios consacrò come vescovo un dissidente molto conosciuto, il monaco Kattumangatt Kurien, in una cerimonia segreta, ma canonicamente legittima. Il nuovo vescovo prese il nome di Mar Cyril (Koorilos), e fu designato unico successore di Gregorios.
Mar Cyril rivendicò l'autorità sulle parrocchie di Cochin, e inizialmente ricevette il sostegno del Raja di Cochin. Tuttavia, Mar Dionysius lo vedeva come una minaccia al suo potere, e nel 1774 fece appello al Raja e alle autorità britanniche in India per sopprimere la carica del vescovo rivale. Cyril si trasferì a Thozhiyur, al di fuori della loro giurisdizione, e fondò quella che sarebbe diventata una chiesa indipendente. Questa è stata la prima di diverse chiese a scindersi dalla Chiesa malankarese.
La Chiesa di Mar Cyril rimase sempre piccola, ma si è conservata nel tempo, attirando sacerdoti devoti e sottolineando la regolarità del proprio ordine ecclesiastico. Nel 1794 Cyril consacrò suo fratello Geevarghese come vescovo; Geevarghese è succeduto a Cyril come Mar Ciryl II nel 1802, e da allora la successione è proseguita ininterrotta. A seguito di una sentenza di un tribunale del 1862, l'Alta Corte di Madras ha confermato che la chiesa Thozhiyur era indipendente dalla Chiesa malankarese; successivamente ha preso il nome di Chiesa siro-malabarese indipendente.